# Salvatore Loria
Salvatore Loria, noto anche con lo pseudonimo di Savio (Torino, 22 febbraio 1975), è un karateka italiano.
Campione a livello mondiale negli anni in cui militò in nazionale, nella specialità kumite, è uno dei karateka più medagliati al mondo.

## Biografia
Milita nella Società sportiva Fudoshin fino al 30 settembre 1993 quando viene arruolato nelle Fiamme Gialle.
È stato capitano della Squadra Nazionale e attualmente è capitano della Squadra Fiamme Gialle e allenatore della Nazionale Senior di Karate FIJLKAM.
Nella classifica degli atleti del karate, classifica che racchiude gli atleti mondiali degli ultimi 40 anni della WKF, risulta attualmente settimo al mondo.
Ha una qualifica di allenatore di IV livello europeo presso la scuola dello sport del CONI di Roma.
Laureato in Scienze Motorie, con laurea specialistica in Scienze e Tecniche dello Sport e dell'allenamento, presso l'Università di Torino (Scuola universitaria interfacoltà in scienze motorie - SUISM), è esperto in psicologia dello sport presso "l'unità di psicologia dello sport SUISM Torino".
Dal 2014 diventa allenatore anche per il CUS Torino karate.

## Palmarès

### Campionato Mondiale
1 Bronzo, 1 Quarto, 4 Quinti, 1 Settimo
- 1996 - Sun City (Africa) - 5º Juniores
- 1998 - Rio de Janeiro (Brasile) - 5º
- 2004 - Monterrey (MEX) - Bronzo a Squadre
- 2006 - Tampere (FIN) - 4º
- 2008 - Tokio (JPN) - 5º
- 2010 - Belgrado (serbia) - 5º
- 2012 - Parigi (FRA) - 7º

### Campionato Europeo
2 Oro, 8 Argento, 8 Bronzo
- 1993 - Cardiff (GB) - Bronzo cat. 70 kg Cadetti
- 1996 - Istanbul (TUR) - Bronzo a Squadre Juniores
- 1997 - Tenerife (ESP) - Oro cat. 75 kg, Argento a Squadre
- 1998 - Belgrado (SCG) - Oro cat. Open, Argento cat. 75 kg, Argento a Squadre
- 2001 - Sofia (BGR) - Bronzo cat. 80 kg, Bronzo a Squadre
- 2002 - Tallin (EST) - Argento cat. 75 kg
- 2002 - Gyor (Ungheria)- Bronzo a Squadre
- 2003 - Brema (GER) - Argento cat. 75 kg
- 2004 - Mosca (RUS) - Argento cat. 75 kg
- 2006 - (NOR) - Argento cat. 75 kg
- 2009 - Zagabria (BGR) - Bronzo cat. 84 kg
- 2010 - Atene (GRE) - Bronzo cat. 84 kg
- 2011 - Zurigo (CHE) - Argento cat. 84 kg, Bronzo a Squadre

### World Games
2 Oro, 1 Argento
- 1997 - Lathi (FIN) - Oro cat 75 kg
- 2001 - Akita (JPN) - Oro cat. 80 kg
- 2005 - Duisburg (GER) - Argento cat. 75 kg

### Word Cup
1 Bronzo
- 1997 - Manila (PHL) - Bronzo cat. 75 kg

### Giochi del Mediterraneo
2 Argento, 1 Bronzo
- 1997 - Bari (ITA) - Bronzo cat. Open
- 2001 - (TUN) - Argento cat. 80 kg
- 2009 - Pescara (ITA) - Argento cat. 84 kg

### Golden League
2 Oro
- 2003 - Vincitore Assoluto Kumite
- 2008 - Vincitore Assoluto Kumite

### Campionato Italiano
11 Oro, 3 Argento, 6 Bronzo
- 1991 - Arezzo (AR) - Oro cat. 70 kg Cadetti
- 1992 - Santa Maria - Bronzo cat. 70 kg Speranze
- 1992 - Arezzo (AR) - Bronzo cat. 70 kg Juniores
- 1994 - Foggia (FG) - Bronzo cat. 70 kg Juniores
- 1995 - Catania (CT) - Bronzo cat. 70 kg Juniores
- 1997 - Alassio (SV) - Oro cat. 75 kg
- 1997 - Ostia (RM) - Bronzo a Squadre
- 1998 - Ostia (RM) - Argento cat. 80 kg, Argento a Squadre
- 1999 - Ostia (RM) - Bronzo cat. 80 kg, Argento a Squadre (“Fiamme Gialle”)
- 2000 - Sarnico (BG) - Oro cat. 80 kg
- 2000 - Ostia (RM) - Oro a Squadre (“Fiamme Gialle”)
- 2001 - Palermo (PA) - Oro cat. 80 kg
- 2001 - Matera - Oro a Squadre (“Fiamme Gialle”)
- 2002 - Albignasego (PD) - Oro cat. 75 kg
- 2004 - Arezzo (AR) - Oro cat. 75 kg
- 2005 - Ostia (RM) - Oro cat. 75 kg
- 2007 - Arezzo (AR) - Oro cat. 80 kg
- 2010 - Biella (BI) - Oro cat. 84 kg

### Altre competizioni
39 Oro, 4 Argento, 8 Bronzo
- 1995 - “Trofeo Internazionale” Prato (ITA) - Oro
- 1996 - “Trofeo Internazionale Italia – Giappone” Sardegna (ITA) - Oro
- 1996 - “Trofeo Internazionale Noe Trezzi” Cologno Monzese (ITA) - Oro
- 1996 - “Trofeo Rimini Cup” Rimini (ITA) - Oro
- 1996 - “Trofeo Bosforo Cup” Istanbul (Turchia) - Oro
- 1997 - “Trofeo Internazionale Super Stars” Brescia (FRA) - Oro
- 1997 - “Trofeo Internazionale Noe Trezzi” Cologno Monzese (ITA) - Oro
- 1997 - “Trofeo Bosforo Cup” Istanbul (Turchia) - Oro
- 1998 - “Trofeo Internazionale Super Stars” Brescia (FRA) - Oro
- 1998 - “Coppa del Mediterraneo” Antalia (TUR) - Oro cat. Open
- 1998 - “Trofeo Internazionale Noe Trezzi” Cologno Monzese (ITA) - Oro
- 1998 - “Trofeo Bosforo Cup” Istanbul (Turchia) - Oro
- 1999 - “Campionati Europei per Club” Parigi (FRA) - Argento cat. 75 kg (“Fiamme Gialle”)
- 1999 - “Trofeo Internazionale Noe Trezzi” Cologno Monzese (ITA) - Oro
- 2000 - “Campionato Francese a Squadre” Parigi (FRA) - Bronzo a Squadre (chiesto in prestito dalla Società “Smuc Marsiglia” di Alex Biamonti)
- 2000 - “Trofeo Internazionale Noe Trezzi” Cologno Monzese (ITA) - Oro
- 2001 - “Open d'Italia” Milano (MI) - Oro cat. 75 kg
- 2001 - “Campionati Europei per Club” Istanbul (TUR) - Bronzo cat. 75 kg (“Fiamme ”)
- 2001 - “Open d'Olanda” Rotterdam (NL) - Bronzo cat. 75 kg
- 2002 - “Campionati del Mediterraneo” Rijeka (HRV) - Oro cat. 75 kg
- 2002 - “Internazionali di Germania” (GER) - Oro cat. 75 kg
- 2002 - “Internazionali di Grado” Grado (ITA) - Oro cat. 75 kg
- 2002 - “Torneo Intercontinentale” Marsiglia (FRA) - Oro cat. 75 kg
- 2002 - “Internazionali Open di Catania” Catania (ITA) - Oro cat. 75 kg
- 2002 - “Open d'Italia” Milano (MI) - Oro cat. 75 kg
- 2003 - "Open di Germania" Bonn (GER) - Oro cat. 75 kg
- 2003 - “Open di Francia” Parigi (FRA) - Oro cat. 75 kg
- 2003 - “Internazionali Open di Catania” Catania (ITA) - Oro cat. 75 kg
- 2003 - “Open d'Italia” Milano (MI) - Oro cat. 75 kg
- 2003 - “Open d'Olanda” (NL) - Argento cat. 75 kg
- 2003 - “8 best in the world” (NZL) - Bronzo cat. 75 kg
- 2004 - “Coppa Città di Mantova” Mantova (ITA) - Oro cat. 75 kg
- 2004 - “San Marino Cup” San Marino (RSM) - Oro cat. 75 kg
- 2004 - “Bosphorous Cup” Istanbul (TUR) - Argento cat. 75 kg, Oro a Squadre
- 2004 - “Open d'Italia” Milano (MI) - Oro cat. 75 kg
- 2005 - “Bosohorus Cup” Istanbul (TUR) - Oro cat. 75 kg
- 2005 - “USA Cup” Miami (USA) - Oro a Squadre
- 2005 - “Open d'Italia” Milano (MI) - Oro cat. 75 kg
- 2005 - “Open d'Olanda” (NL) - Argento cat. 75 kg
- 2007 - “Coppa del Re” Casablanca (MAR) - Bronzo cat. 75 kg, Oro a Squadre
- 2007 - “Campionato Internazionale di San Paolo“ San Paolo (BRA) - Oro cat. 75 kg, Oro a Squadre
- 2008 - “Open USA” Las Vegas (USA) - Oro cat. 80 kg
- 2008 - “Open di Germania” Düsseldorf (GER) - Oro cat. 80 kg
- 2008 - “Open d'Italia” Monza (MI) - Oro cat. 80 kg
- 2008 - “Open d'Austria” Salzburg (Austria) - Bronzo cat. 80 kg
- 2008 - “Coppa del Re” Casablanca (MAR) - Bronzo cat. 80 kg
- 2009 - “Open d'Italia” Monza (MI) - Oro cat. 84 kg
- 2010 - “Open d'Italia” Sesto San Giovanni (ITA) - Bronzo cat. 84 kg
- 2010 - “Trofeo Città di Velletri” Roma (ITA) - Oro a Squadre